# Carex trachycarpa
Carex trachycarpa är en halvgräsart som beskrevs av Thomas Frederic Cheeseman. Carex trachycarpa ingår i släktet starrar, och familjen halvgräs. Inga underarter finns listade i Catalogue of Life.